# آدریانا لیال دا سیلوا
آدریانا لیال دا سیلوا (انگلیسی: Adriana Leal da Silva؛ زادهٔ ۱۷ نوامبر ۱۹۹۶) بازیکن فوتبال اهل برزیل است.
از باشگاه‌هایی که در آن بازی کرده‌است می‌توان به باشگاه فوتبال کورینتیانس اشاره کرد.
وی همچنین در تیم ملی فوتبال زنان برزیل بازی کرده‌است.